# Różanecznik dahurski
Różanecznik dahurski (Rhododendron dauricum) – gatunek krzewu, należący do rodziny wrzosowatych. Pochodzi z północno-wschodniej części Mongolii i Chin. Jego nazwa łacińska pochodzi od plemienia Dahurów – plemienia żyjącego we wschodniej Syberii. Uprawiany jako roślina ozdobna od 1780 roku.

## Morfologia
PokrójKrzew o wysokości około 1,5 do 2 m wysokości.
LiścieGrube, skórzaste, eliptyczne, zimozielone lub półzimozielone, zagięte do dołu, roztarte wydzielają aromatyczny zapach.
KwiatyDuże, fioletoworóżowe. W zależności od klimatu pojawiają się od lutego do kwietnia, przez co mogą być uszkadzane przez mróz.

## Uprawa
WymaganiaW Polsce gatunek całkowicie mrozoodporny. Najlepiej rośnie w miejscach półcienistych, o stałej wilgotności podłoża, aczkolwiek większość odmian może również rosnąć w bardziej nasłonecznionym stanowisku. Podłoże powinno być żyzne, próchniczne, o kwaśnym odczynie (pH 4–5). Roślin nie należy ciąć.

## Kultywary
W Polsce gatunek ten jest często spotykany i chętnie sadzony ze względu na dekoracyjne kwiaty. Do grupy odmian najczęściej spotykanych w Polsce należą: 'Peter John Mezzit' (PJM), 'PJM Elite', 'PJM Regal', 'Praecox'.